# Arthur Christian
Arthur Christian, né en 1838 et mort en 1906, est un haut fonctionnaire français, connu comme directeur de l'Imprimerie nationale de 1895 à 1906.  

## Biographie
Arthur Christian naît à Paris le 28 février 1838.
Après des études secondaires au lycée Charlemagne, il s'inscrit à la faculté de droit de Paris et passe son doctorat en 1860. Il devient avocat à la Cour d'appel de Paris, et défend notamment Jean Richepin à l'occasion de la publication de La Chanson des Gueux (1876).  Il entame par la suite une carrière de haut fonctionnaire comme Inspecteur général des services administratifs. 
Il entre en 1887 dans la préfectorale et occupe de nombreuses affectations successives : 
- préfet de la Charente, du 5 mars 1887 au 8 janvier 1890
- préfet de la Somme, du 8 janvier au 8 mars 1890
- préfet de l'Hérault, du 21 octobre 1890 au 26 juin 1893
- préfet de la Loire du 26 juin 1893 au 1er février 1894
- Préfet du département d'Alger, du 1er février 1894 au mois de mars 1895.

En mars 1895, enfin, il est nommé directeur de l'Imprimerie nationale. Sous sa direction, l'établissement est profondément modernisé, tant sur le plan technique que social. Sous l'impulsion de Christian, l'Imprimerie nationale quitte l'hôtel de Rohan pour s'établir dans un nouveau bâtiment, rue de la Convention en 1903. 
Parallèlement, Arthur Christian profite de la vitrine offerte par l'Exposition universelle de 1900 pour mettre en valeur les compétences et le patrimoine de l'Imprimerie nationale. Il donne alors plusieurs conférences sur l'origine de l'établissement et initie la publication d'une magistrale l'Histoire de l'imprimerie en France d'Anatole Claudin, en 4 volumes in-folio. Il joue ainsi un rôle clef dans la mise en valeur du patrimoine historique de l'Imprimerie nationale, ressuscitant ses caractères historiques, notamment ceux attribués à Garamond remis en usage à l'occasion de la parution du livre d'Anatole Claudin. 
Arthur Christian ne se contente pas de confier à ses ouvriers des travaux administratifs : il accepte également de mettre les presses de l'Imprimerie nationale au service de l'édition de livres d'arts et collabore ainsi avec des éditeurs comme Edouard Pelletan, Ambroise Vollard ou Louis Conard. Il lance également en 1901 la revue des Parisiens de Paris.
À la suite d'un désaccord avec le Ministre de l'intérieur, il fut mis à la retraite en février 1906. Selon Raymond Blanchot, c'est cette décision qui le fit « mourir de chagrin » à Corcelles-en-Beaujolais le 17 septembre 1906.

## Jugement
Selon Gwladys Longeard, de tous ses directeurs, « Arthur Christian est celui qui a fait le plus pour l’Imprimerie nationale. Nommé directeur après une carrière de haut fonctionnaire, il fait pièce aux attaques des adversaires de l’Imprimerie nationale et manifeste une volonté nouvelle de réforme : il met en place une véritable politique du personnel, engage une réorganisation administrative, renouvelle le parc technique, fait construire une usine moderne, introduit le livre d’artistes dans cette imprimerie administrative et développe une politique de grandeur pour l’Imprimerie nationale. »

## Publications personnelles
- Début de l'imprimerie en France. L'imprimerie nationale. L'Hôtel de Rohan, Paris, Imprimerie nationale, 1905, XXX-343 pages.
- Études sur le Paris d'autrefois, Paris, G. Roustan, 1904-1907, 6 volumes.

Sous le pseudonyme de Carlochristi, Arthur Christian a notamment publié :
- Le Camelot, conte humoristique (1902).
- Folâtreries beaujolaises, à tort et à travers (1904).
- Contes pantagruéliques (1905).